# Egalias döttrar
Egalias döttrar (originaltitel: Egalias døtre) är en roman av Gerd Brantenberg som publicerades för första gången 1977 på norska. Den presenterar i likhet med många andra av Brantenbergs böcker kvinnors existentiella, erotiska och sociala problem. Boken har översatts till ett antal språk, blivit föremål för teateruppsättningar och ses ofta som en feministisk klassiker.

## Innehåll
I Egalias döttrar berättas historien om pojken Petronius som växer upp i staden Egalsund i landet Egalia, där kvinnorna på morgonen läser tidningen, pussar mannen på kinden och går till jobbet, medan männen oroar sig över barn, hem och huruvida de kommer att ha råd med en ny särk till sin frus nästa firmafest. 
Den unge Petronius högsta dröm är att få bli sjökvinna. Tanken om äkta kärlek och en kvinna som tar hand om honom svävar i bakhuvudet men främst lockar havet. Egalias döttrar är en feministisk roman om hur Petronius bryter sig loss från de rådande kvinnonormerna, går med i en maskuliniströrelse och försöker skapa ett nytt samhälle där alla är lika värda.

## Språk

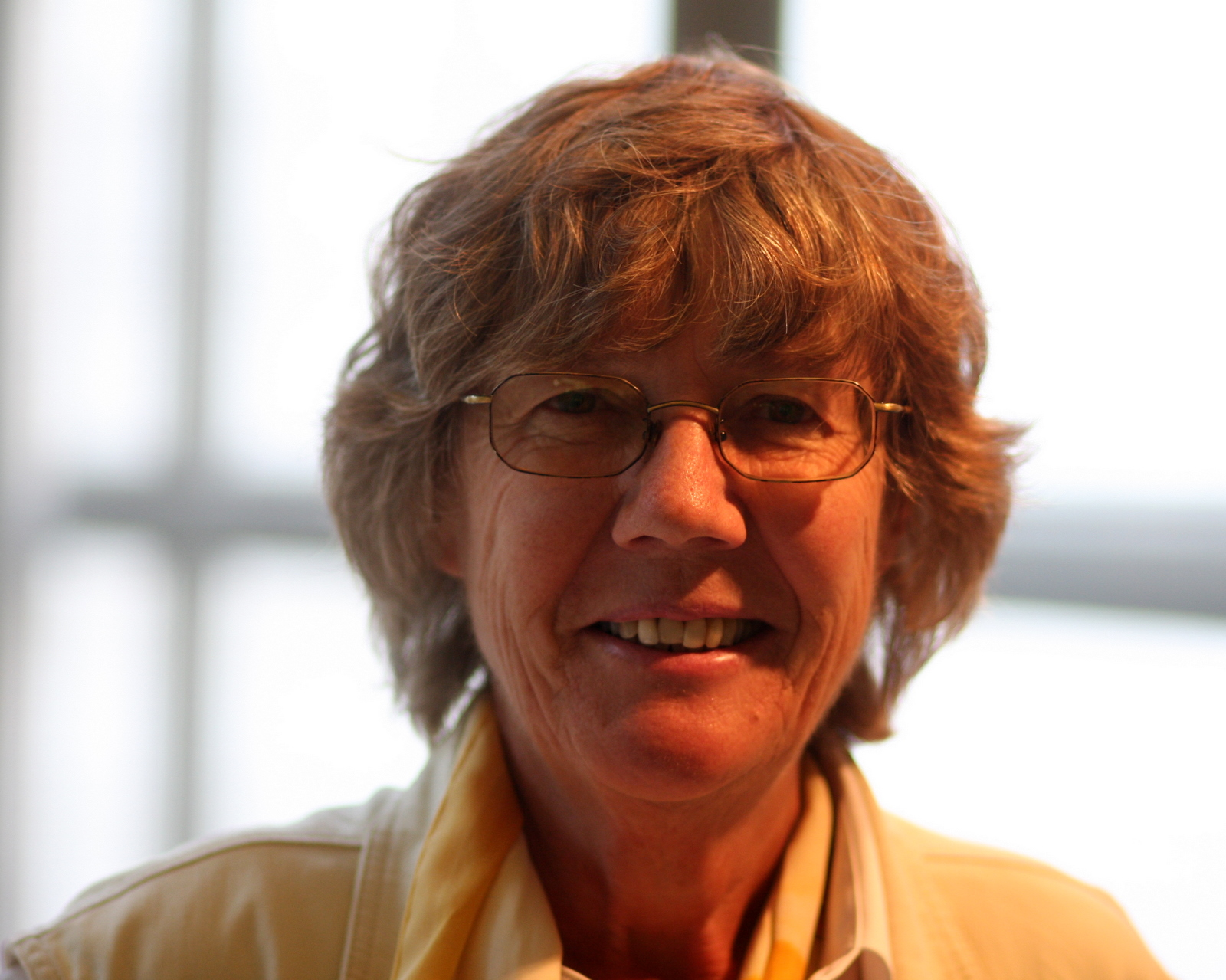
Bokens författare, Gerd Brantenberg, 2009.

Gerd Brantenberg använder sig av språket för att lyfta fram hur befäst kvinnonormen i Egalia är. Egalia befolkas av kvinniskor, istället för man används pronomenet dam och läraren för småskolan går under titeln herken (manlig motsvarighet till fröken).
En av de rika familjerna har en fågel mammegoja. Deras son vill bli en grodkvinna så de specialbeställer en grodkvinnadräkt med PH. Varje pojke som nått en viss mognad måste bära PH. Tanken är att på detta vis demonstrera det egna språkets könsbundenhet och belysa hur patriarkala strukturer återfinns i vårt dagliga språkbruk.[källa behövs]
Namnkulturen i Egalias döttrar är baserad på samtida norsk namnkultur, men det finns en tydlig könsskillnad. Kvinnor har korta, enstaviga och relativt hårda namn (Gro, Rut, Ba), medan män har flerstaviga och mer melodiska namn (Petronius, Mirabello, Baldrian).

## Utgivning och inspirerat
Den första utgåvan av boken gavs 1977 ut på bokmål av Pax forlag. Den översattes till svenska av Ebba Witt-Brattström och utkom 1980 i Sverige. Den svenska utgåvan är något förkortad och innehåller ett förord av Witt-Brattström.
1987 publicerades en serieversion i tidningen Starlet. För manusbearbetningen stod Dai Darell.
År 2004 utkom boken i pocket på förlaget Pocky.
2015 gjorde filmregissören Ninja Thyberg Girls & Boys, en kortfilm starkt inspirerad av Brantenbergs bok.